# Młynarka (Góry Kamienne)
Młynarka (niem. Muhlberg, 539 m n.p.m.) – wzniesienie w północnym grzbiecie pasma Czarnego Lasu, w Górach Kamiennych, w Sudetach Środkowych.
Szczyt położony jest na zakończeniu bocznego grzbietu, odchodzącego od Chojniaka ku północnemu wschodowi.
Zbudowany z dolnopermskich i karbońskich piaskowców i zlepieńców.
Wierzchołek i cały masyw pokrywają łąki i pola. Na wschodnim zboczu góry znajduje się kaplica św. Anny.